# Heliocontia cleta
Heliocontia cleta är en fjärilsart som beskrevs av Druce 1889. Heliocontia cleta ingår i släktet Heliocontia och familjen nattflyn. Inga underarter finns listade i Catalogue of Life.